# Pseudoterpna prasinaria
Pseudoterpna prasinaria là một loài bướm đêm trong họ Geometridae.